# 無法擋的愛
〈無法擋的愛〉（英語："Can't Feel My Face"）是加拿大歌手威肯的歌曲，於2015年6月8日作為威肯第二張錄音室專輯《狂野之美》的第三首單曲發行。

## 資料來源
1. ↑  . August 28, 2015.
2. ↑  . Warner/Chappell Music.   [June 17, 2015]. （原始内容存档于2015-06-28）.